# Kubushiro Ochimi
Kubushiro Ochimi (久布白落実) (16 décembre 1882 – 23 octobre 1972), est une cheffe religieuse japonaise, militante pour la tempérance et féministe. Elle est présidente de la Woman's Christian Temperance Union japonaise et directrice générale de la Ligue pour le droit de vote des femmes au Japon.

## Jeunesse et éducation
Okubo Ochimi est née à Yamaga, dans la préfecture de Kumamoto. Elle est la fille de Shinjiro Okubo et d'Otoha. Son père, pasteur chrétien, a fondé des églises pour les chrétiens japonais à Hawaï et en Californie. Sa grand-tante est Yajima Kajiko, militante pour la tempérance. Elle obtient son diplôme d'un lycée presbytérien de Tokyo en 1903, et visite les États-Unis avec ses parents dans sa jeunesse. Elle est diplômée du Pacific Theological Seminary en 1909,.

## Carrière

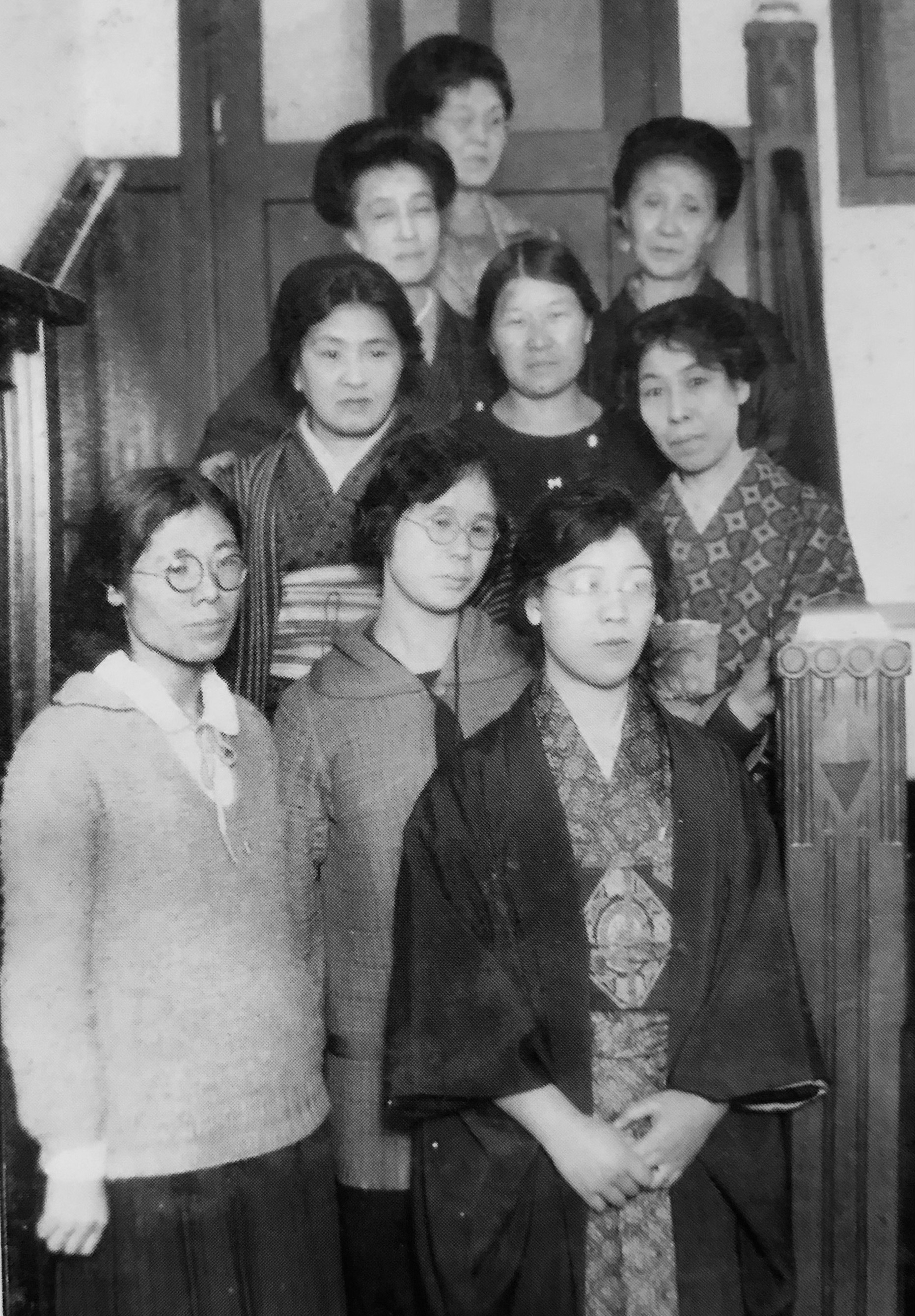
Le 13 décembre 1926 a lieu le 2e anniversaire de la Ligue pour le droit de vote des femmes. Première rangée, de gauche à droite : Fusae Ichikawa, Shigeri Yamataka, Etsuko Ohira. Rangée du milieu, de gauche à droite : Kiiko Yagihashi, Ochimi Kubushiro, Mako Ogihara. Rangée arrière, de gauche à droite : Yoshiko Tanaka, Shigeyo Takeuchi, Kyoko Okada.

Elle est en Californie lors du tremblement de terre de San Francisco en 1906 et y travaille comme interprète pour les secours. Elle retourne au Japon avec son mari en 1913 et est pasteure avec lui à Osaka, Takamatsu et Tokyo. Ils fondent ensemble l'Église des Citoyens de Tokyo. En 1916, elle s'engage dans la lutte contre la toxicomanie et participe aux efforts visant à éliminer la prostitution autorisée dans les quartiers chauds de Tokyo,. En 1922, elle est déléguée à la réunion de l'Union chrétienne des femmes pour la tempérance (WCTU) à Philadelphie.
En 1924, Kubushiro est la directrice générale fondatrice de la Ligue pour le suffrage des femmes, travaillant avec la directrice exécutive Fusae Ichikawa. Elle est une membre fondatrice du Comité national pour la promotion de l'abolition de la prostitution, en 1926. En 1930, elle est l'une des organisatrices de la première Conférence des femmes de tout le Japon (全国日本婦選大会). En 1935, elle voyage aux États-Unis pour étudier les programmes d'éducation sexuelle. Kubushiro participe à des réunions internationales de missions chrétiennes à Jérusalem en 1928 et en Inde en 1938. De 1938 à 1960, elle publie un magazine féminin chrétien, Japan Through Women. Elle est présidente ou vice-présidente de l'Union chrétienne des femmes japonaises pour la tempérance des années 1920 aux années 1960,.
Après la Seconde Guerre mondiale, Kubushiro se présente sans succès aux élections législatives japonaises et préside le Comité pour la promotion et l'établissement d'une législation interdisant la prostitution. En 1954, elle siège au Comité politique du gouvernement sur le problème de la prostitution,. Elle visite les États-Unis en 1956 et la Chine en 1957. En 1966, elle est ordonnée ministre de l'Église unie du Christ au Japon. Elle devient membre de l'Ordre du Trésor sacré, troisième classe, en 1971. Également en 1971, elle assiste aux cérémonies du gouvernement japonais marquant le 23e anniversaire du suffrage des femmes au Japon.

## Publications
- Japanese Women Speak: A Message from the Christian Women of Japan to the Christian Women of America (1934, en anglais, avec Kawai Michi (en))[21]
- La vie de Yajima Kajiko (矢島楫子伝) (1942)
- La route vers l'abolition de la prostitution (廃娼ひとすじ) (1973, publié à titre posthume)

## Vie privée
En 1910, Ochimi épousa Naokatsu Kubushiro, un chrétien japonais vivant en Californie. Son mari meurt en 1920, et elle meurt en 1972, à l'âge de 89 ans.